# Katedra w St Asaph
Katedra w St Asaph (wal. Eglwys Gadeiriol Llanelwy, ang.  St Asaph Cathedral) – anglikańska katedra, najmniejsza z katedr Wielkiej Brytanii i jedna z najstarszych w Walii, należąca do Kościoła w Walii, zbudowana w St Asaph w XIII wieku i przebudowana w następnych stuleciach. Przechowywane jest w niej pierwsze walijskie tłumaczenie Biblii, dokonane przez biskupa St Asaph, Williama Morgana. Katedra jest wpisana na listę Zabytków Walii pod nr 1460.

## Historia

### Okres legendarny
Llanelwy to walijska nazwa miejscowości St Asaf, oznaczająca ogrodzony teren o przeznaczeniu sakralnym nad brzegiem rzeki Elwy. Początki chrześcijaństwa w Llanelwy są legendarne, ponieważ przed XII wiekiem brak jest dowodów archeologicznych lub pisemnych wzmianek na ten temat. Legenda o powstaniu kościoła i klasztoru między 560 a 573 rokiem znajduje się w dziele The life of St. Kentigern (Żywot św. Kentigerna), napisanym ok. 1180 roku przez Jocelyna, mnicha z Furness Abbey. Św. Kentigern był biskupem Strathclyde; zmuszony do opuszczenia swojej diecezji, przyjechał do Llanelwy i założył tu klasztor, w którym pozostał aż do swojego powrotu do Szkocji w 573 roku. Po nim opatem-biskupem został św. Asaf, który sprawował tę funkcję aż do śmierci w 596 roku. We wschodnim oknie nawy północnej znajdują się obrazy św. Kentigerna i św. Asafa, ilustrujące legendy spisane przez Jocelyna. Św. Asaf (lub Asa), patron katedry, był lokalnym świętym, którego imię znalazło się w takich okolicznych nazwach, jak: Llanasa (kościół św. Asy), Pantasa (dolina św. Asy), Ffynnon Asa (studnia św. Asy) i Onen Asa (jesion św. Asy).

### XII wiek
Imię Asafa zyskało na znaczeniu, gdy w XII wieku w Llanelwy utworzono nową siedzibę biskupią. Pierwszym biskupem został Theobald, konsekrowany jako Gilbert. Następny biskup, Geoffrey z Monmouth, objął swój urząd w roku 1152. Pomimo istniejącego już osadnictwa religijnego na tym terenie badacze przypuszczają, że nowy kościół został zbudowany na innym miejscu, w pewnej odległości od starszego kościoła parafialnego.

### XIII wiek
Przed rokiem 1281 relikwie św. Asafa zostały usunięte z Llanasa i przeniesione do nowo wybudowanej katedry. Lokalizacja katedry okazała się niefortunna, ponieważ Llanelwy położone było na „szlaku wojennym” książąt walijskich i angielskich królów. Nie wiadomo, ile razy nowa katedra była niszczona w XIII wieku. Niektóre ślady wczesnych prac budowlanych, podjętych przez biskupa Hugona (1235–1240) zachowały się w szczytach i skarpach fasady zachodniej, skarpach narożnika południowo-zachodniego i ścianach prezbiterium. Ważnym wydarzeniem w dziejach katedry było mianowanie Aniana II jako biskupa (1268–1293); będąc we wrogich stosunkach z Llewelyn ap Gruffyddem, ostatnim księciem Walii, wystąpił on o protekcję króla Edwarda I. Król opowiedział się za przeniesieniem kościoła katedralnego z Llanelwy do Rhuddlan, obiecując w 1281 roku ufundowanie tam większej świątyni. Anian poparł ten projekt, ale został on porzucony, gdy w Niedzielę Palmową 1282 roku Walijczycy zbuntowali się i splądrowali zamek w Hawarden. Później, w czerwcu, katedra została przypadkowo spalona przez angielskich żołnierzy, których Anian natychmiast ekskomunikował, czyniąc to samo wcześniej w stosunku do walijskich buntowników. W konsekwencji popadł w niełaskę u Edwarda I i musiał uciekać z St Asaf. W sprawie utrzymania siedziby diecezji w Llanelwy i odbudowy katedry interweniował arcybiskup Canterbury.

### XIV wiek
Odbudowa katedry miała miejsce w latach 1284–1392. Wygląd zewnętrzny katedry wskazuje, iż do odbudowy użyto różnych kamieni, w tym żółtawego, drobnoziarnistego piaskowca, wydobywanego we Flint lub Talacre i stosowanego do zewnętrznego licowania ścian i filarów oraz do detali rzeźbiarskich. Następcą Aniana II został biskup Llywelyn z Bromfield (1293–1315). Zreformował on zarząd katedry i zapewnił źródła dochodów dla jej utrzymania. Za jego kadencji przebudowano arkady pomiędzy nawami, skrzyżowanie naw oraz górne partie fasady zachodniej, w której zbudowano nowy portal. Częściowo przebudowano ściany naw i wstawiono nowe okna. Między rokiem 1315 a 1320 prawdopodobnie przebudowano transept. Odpowiedzialnym za przebudowę katedry był przypuszczalnie Mistrz Henryk z Ellerton (zm. 1323). Środki na sfinansowanie przebudowy i utrzymanie katedry zdobywano między innymi poprzez w zachęcanie pielgrzymów do nawiedzania katedry i składania datków w zamian za udzielanie im odpustu. Główny przedmiotem czci było przypuszczalnie sanktuarium św. Asafa (wymienione przez króla Edwarda I w jego liście do papieża Marcina IV) i relikwiarz, w którym zachowała się słynna kopia Gospel of the Evengalthen. 25 października 1391 roku budowniczy z Chester, Robert Fagan, otrzymał zlecenie na budowę dzwonnicy katedralnej, ukończonej w dzień Wszystkich Świętych 1392 roku.

### XV wiek
W 1402 roku katedra została zniszczona przez Owaina Glyndŵra i jego rebeliantów. Ponieważ sprzymierzeńcem Glyndŵra był ówczesny biskup John Trefor II, w konsekwencji został on usunięty ze stanowiska i zastąpiony przez Roberta de Lancaster, opata Valle Crucis, biskupa St Asaph w latach 1411–1433). Nowy biskup pokrył ponownie dachem nawy katedry i dokonał innych napraw. Wielkość szkód wyrządzonych katedrze przez oddziały Owaina Glyndŵra była prawdopodobnie przesadzona. Transept katedry pozostał niezadaszony aż do zakończenia odbudowy przez biskupa Richarda Redmana (1471–1495).

## Architektura

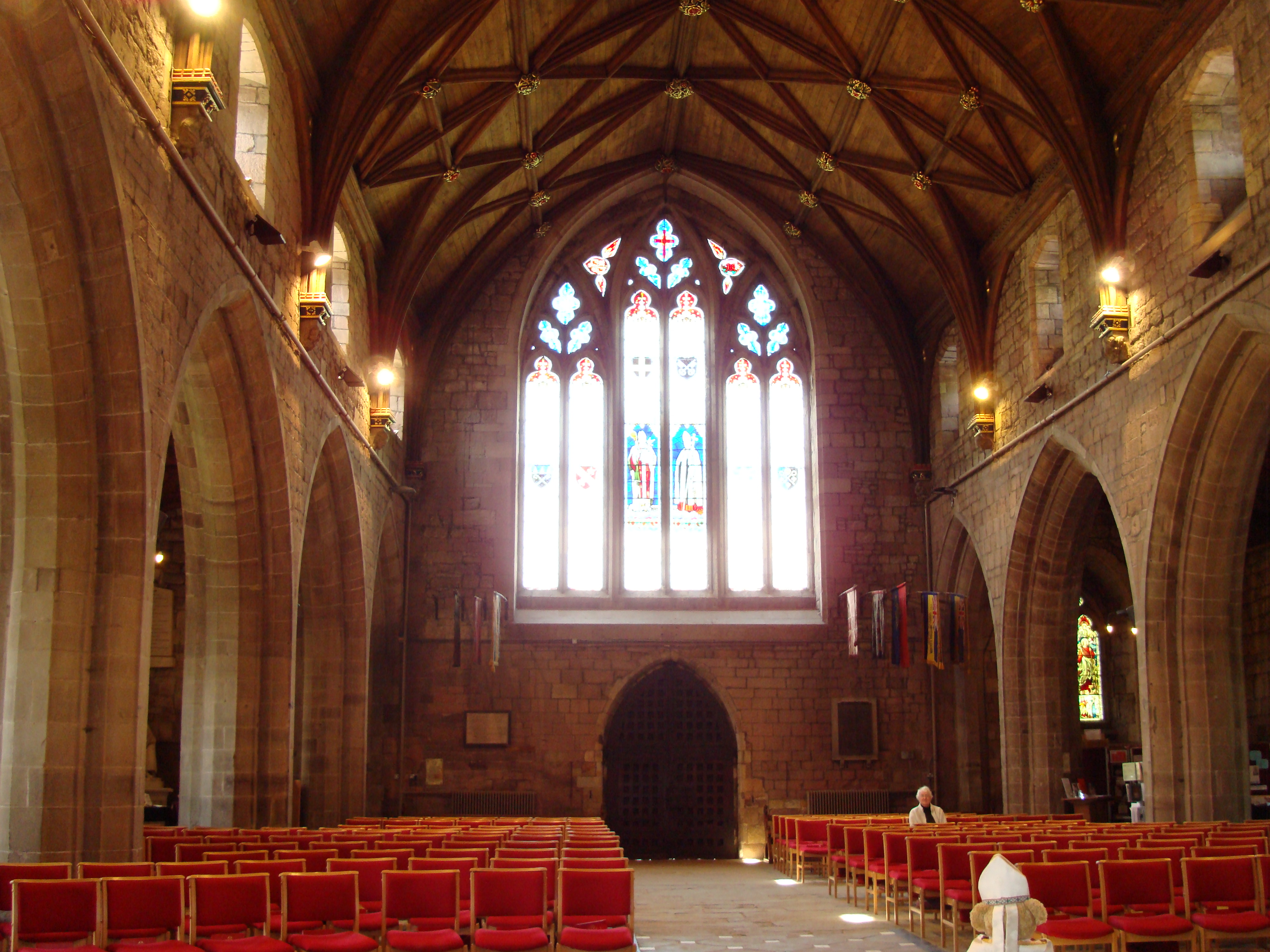
Nawa środkowa

Katedra w St Asaph jest najmniejszą z katedr Wielkiej Brytanii i jedną z najstarszych w Walii. Obecny budynek katedry pochodzi z XV wieku. W katedrze przechowywane jest pierwsze tłumaczenie Biblii na język walijski, dokonane przez Williama Morgana.

### Wygląd zewnętrzny
Zewnętrzny wygląd katedry wskazuje, że do jej budowy użyto dwóch różnych rodzajów kamienia: drobnoziarnistego wapienia, wydobywanego z kamieniołomów w pobliżu Cefn i piaskowca wydobywanego we Flint lub Talacre. Uwagę zwraca clerestorium i średniowieczne kamienne rzeźby. Dach świątyni jest natomiast dziełem późniejszym. W 1968 roku został wyremontowany i udekorowany. Pierwotne witraże zostały zniszczone podczas angielskiej wojny domowej w XVII wieku. Obecnie istniejące pochodzą z XIX i XX wieku.

### Wnętrze
Łuki i filary są proste i surowe; te ostatnie pozbawione są kapiteli. W prezbiterium po stronie południowej znajduje się tron biskupi, upamiętniający biskupa Beveridge'a (biskupa St Asaf w latach 1704–1708). Pod tronem pochowany został biskup William Morgan, tłumacz Biblii na język walijski w 1588 roku, biskup St Asaf w latach 1601–1604. Stalle zostały zbudowane pod koniec XV wieku. Miejsce to zostało odrestaurowane przez George'a Gilberta Scotta w latach 1869–1875.